# Langrickenbach
Langrickenbach (toponimo tedesco) è un comune svizzero di 1 285 abitanti del Canton Turgovia, nel distretto di Kreuzlingen.

## Storia
Nel 1998 ha inglobato i comuni soppressi di Dünnershaus, Herrenhof, Schönenbaumgarten e Zuben.

## Monumenti e luoghi d'interesse

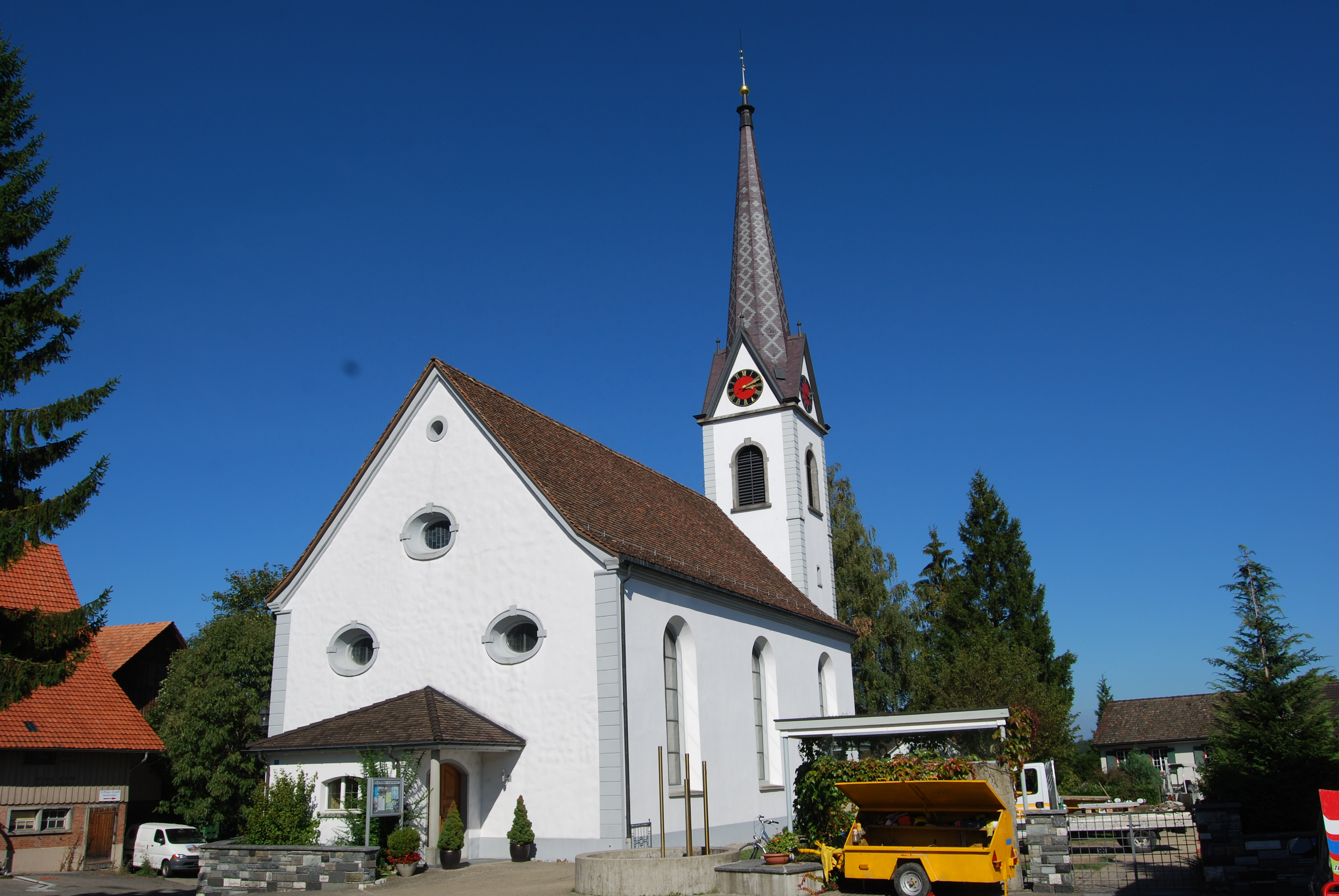
La chiesa riformata

- Chiesa riformata, attestata dal 900 circa[1].

## Società

### Evoluzione demografica
L'evoluzione demografica è riportata nella seguente tabella (dal 2000 con Dünnershaus, Herrenhof, Schönenbaumgarten e Zuben):
Abitanti censiti

## Geografia antropica

### Frazioni
- Belzstadel[1]
- Dünnershaus[3]
  - Bärshof
  - Eggethof
  - Oberleuenhus
  - Rutishausen
  - Schönenbohl
- Herrenhof[4]
- Schönenbaumgarten[5]
- Unter-Greut[1]
- Zuben[6]